# چی یینگ
چی یینگ (انگلیسی: Qi Ying؛ زادهٔ ۲۳ ژانویهٔ ۱۹۹۷) تیرانداز تراپ اهل چین است.
وی در مسابقات کشوری و بین‌المللی در مجموع برندهٔ ۴ مدال طلا، ۲ مدال نقره، ۱ مدال برنز شده است.